# Paul Wesley
Paul Wesley, geboren als Paweł Tomasz Wasilewski (New Brunswick (New Jersey), 23 juli 1982), is een Amerikaans acteur, regisseur en producer. Hij was onder meer te zien als Aaron Corbett in de miniserie Fallen, als Stefan Salvatore in The Vampire Diaries en The Originals en als Eddie Longo in Tell Me a Story.

## Biografie
Wesleys ouders Tomasz en Agnieszka emigreerden voor zijn geboorte uit Polen naar de Verenigde Staten met zijn oudere zus Monika en twee jongere zussen, Julia en Leah. Tot zijn zestiende ging Wesley elk jaar vier maanden naar Polen, waardoor hij vloeiend Pools spreekt. Als artiestennaam veranderde hij zijn achternaam van Wasilewski naar Wesley, omdat het voor een internationaal publiek te moeilijk uit te spreken zou zijn. Hiervoor vroeg hij toestemming aan zijn familie.
In het vijfde middelbaar werd hij gecast als Max Nickerson in de soapserie Guiding Light. Na zijn middelbare school ging hij naar de Rutgers-universiteit in New Jersey, maar stopte daar na één semester omdat hij meer rollen kreeg aangeboden.
Wesley begon een relatie met actrice Torrey Devitto in 2007, nadat ze elkaar ontmoet hadden op de set van Killer Movie. Ze trouwden in april 2011 en scheidden in december 2013. Van 2013 tot 2017 had Paul Wesley een relatie met de Australische actrice Phoebe Tonkin, die hij ontmoette op de set van The Vampire Diaries. Sinds februari 2019 tot april 2022 was hij getrouwd met Ines de Ramon.

## Carrière
Wesley had rollen in series als Smallville, The O.C., Everwood, 8 Simple Rules, Wolf Lake, Cane en American Dreams. Ook speelt hij Stephen, de man van Kim Bauer in 24.
Zijn eerste hoofdrol was in de miniserie Fallen, waarin hij Aaron Corbett speelde. In Killer Movie speelde hij zijn eerste hoofdrol in een film.

## Filmografie
- Bibsys: 11017513
- Biblioteca Nacional de España: XX5298438
- Bibliothèque nationale de France: cb16635564g (data)
- Gemeinsame Normdatei: 1018523189
- International Standard Name Identifier: 0000 0000 7941 8573
- Library of Congress Control Number: no2010076711
- MusicBrainz: a3fafe5a-83a3-490a-8d04-94482b14f35d
- Nationale Bibliotheek van Polen: a0000003056538
- Nederlandse Thesaurus van Auteursnamen: 406394733
- Système universitaire de documentation: 185352294
- Virtual International Authority File: 121212495
- WorldCat: E39PBJqk89WPqj6bKk4GG69dQq